# Karel Abraham
Karel Abraham (Brno, 2 gennaio 1990) è un pilota motociclistico ceco, ritiratosi dall'attività agonistica.

## Carriera

### Gli inizi
Fra il 1996 e il 2001 si dedica allo sci alpino, dopodiché cambia completamente interessi, passando a correre su pista. Nel 2002 e nel 2003 partecipa ai campionati ceco ed europeo di minimoto. Nel 2003 giunge terzo nel campionato nazionale Junior B 125. Nel 2004 partecipa ai campionati ceco, tedesco ed europeo.

### Classi 125 e 250
Esordisce nella classe 125 del motomondiale nel 2005, correndo con il team dell'Aprilia Semprucci Cardion Blauer, con compagno di squadra Dario Giuseppetti. In questa stagione è costretto a saltare il GP d'Australia per infortunio. Non ottiene punti iridati. Nel 2006 passa al nuovo team fondato da suo padre, il Cardion AB Motoracing, e ottiene come miglior risultato un undicesimo posto in Portogallo e terminando la stagione al 24º posto con 8 punti.
Nel 2007 passa alla classe 250, rimanendo nello stesso team, ottenendo come miglior risultato due decimi posti (Gran Bretagna e Portogallo) e terminando la stagione al 16º posto con 31 punti. Nel 2008 ottiene come miglior risultato due settimi posti (Qatar e Italia) e termina la stagione al 16º posto con 40 punti. In questa stagione è costretto a saltare il GP del Giappone per infortunio. Nel 2009 ottiene come miglior risultato due sesti posti (Australia e Comunità Valenciana) e termina la stagione al 14º posto con 74 punti.

### 2010: la vittoria a Valencia

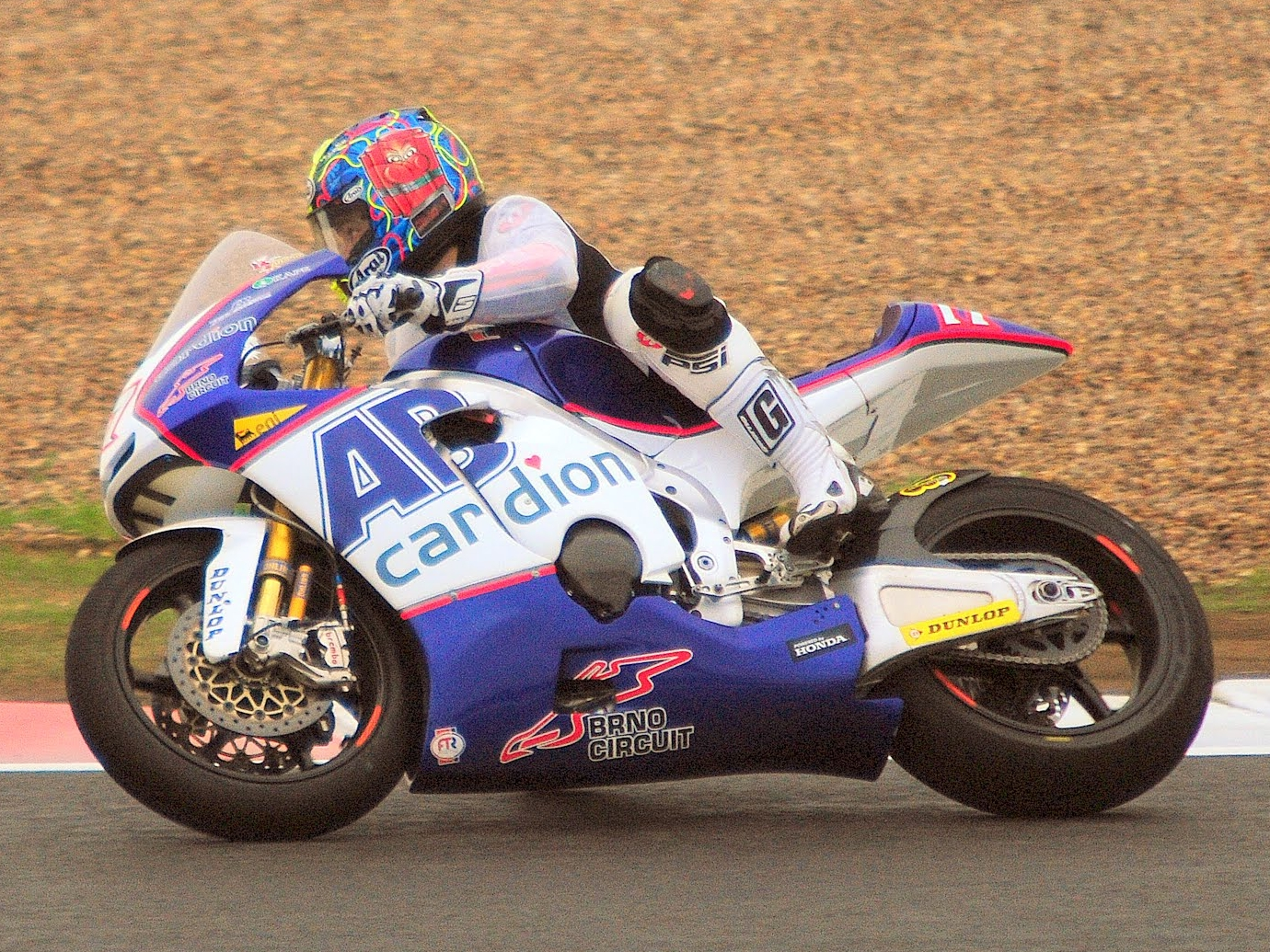
Abraham sulla FTR del team Cardion AB Motoracing nel 2010.

Nel 2010 passa dapprima alla RSV e in seguito alla FTR, nella nuova classe Moto2 che ha sostituito la 250, ottenendo la sua prima vittoria in occasione del GP della Comunità Valenciana e un terzo posto nel GP del Giappone e terminando la stagione al 10º posto con 96 punti. In questa stagione è costretto a saltare i GP di Repubblica Ceca, Indianapolis e San Marino per una forte botta alla testa rimediata nelle qualifiche del GP della Repubblica Ceca.

### MotoGP
Nel 2011 passa in MotoGP alla guida di una Ducati Desmosedici. Ottiene come miglior risultato due settimi posti (Spagna e Gran Bretagna) e termina la stagione al 14º posto con 64 punti. In questa stagione è costretto a saltare il Gran Premio del Giappone a causa di una commozione cerebrale rimediata nel Gran Premio d'Aragona. Nel 2012 corre nello stesso team. Ottiene come miglior risultato un settimo posto in Comunità Valenciana e termina la stagione al 14º posto con 59 punti. In questa stagione è costretto a saltare i Gran Premi di Gran Bretagna, Olanda, Germania e Italia per lesioni alla mano sinistra rimediate in un test sul Circuito di Alcañiz.
Nel 2013 rimane nello stesso team, questa volta alla guida di una motocicletta che rispetta il regolamento per le CRT, la ART GP13. In questa stagione è costretto a saltare i Gran Premi delle Americhe e di Spagna per una frattura alla clavicola destra rimediata nelle qualifiche del GP delle Americhe e i Gran Premi di Indianapolis e Gran Bretagna a causa di una lesione alla spalla sinistra rimediata nelle prove libere del GP di Indianapolis. Viene sostituito dal Gran Premio d'Aragona da Luca Scassa. Ha ottenuto cinque punti, con un quattordicesimo posto negli Stati Uniti come miglior risultato.
Nel 2014 rimane nello stesso team, alla guida di una Honda RCV1000R con specifiche Open. Ottiene come miglior risultato due undicesimi posti (Indianapolis e San Marino) e termina la stagione al 17º posto con 33 punti. Nel 2015 è costretto a saltare i Gran Premi di Catalogna, Olanda, Germania e Indianapolis a causa di un infortunio a un dito del piede sinistro rimediato nelle prove libere del GP di Catalogna. Disputa dieci delle 18 gare in calendario senza ottenere punti validi per la classifica mondiale.

### 2016: la parentesi in Superbike
Nel 2016, dopo 11 anni di militanza nel motomondiale, si trasferisce nel campionato mondiale Superbike, dove diventa pilota titolare nel team Milwaukee BMW, che gli affida una BMW S1000RR. Il compagno di squadra è Joshua Brookes. Chiude la stagione al diciottesimo posto in classifica piloti con trentatré punti all'attivo.

### Ritorno in MotoGP
Nel 2017 torna in MotoGP, guidando la Ducati del Team Aspar, con compagno di squadra lo spagnolo Álvaro Bautista. Ottiene come miglior risultato un settimo posto in Olanda e termina la stagione al 20º posto con 32 punti. Nel 2018 rimane nello stesso team, rinominato Ángel Nieto Team. Ottiene come miglior risultato un undicesimo posto in Australia e termina la stagione al 23º posto con 12 punti. Nel 2019 passa alla guida della Ducati del team Avintia Racing, con compagno di squadra Esteve Rabat. Ottiene come miglior risultato tre quattordicesimi posti (Italia, Australia e Comunità Valenciana) e termina la stagione al 24º posto con 9 punti.
Il 24 novembre 2019 viene annunciata la rescissione del contratto con il team Avintia Racing per inadempienza contrattuale.

## Risultati in gara

### Motomondiale
| 2005 | Classe | Moto    |    |     |    |    |    |     |     |    |    |    |     |    |     |    |    |    |     |  |  | Punti | Pos. |
| ---- | ------ | ------- | -- | --- | -- | -- | -- | --- | --- | -- | -- | -- | --- | -- | --- | -- | -- | -- | --- |  |  | ----- | ---- |
| 2005 | 125    | Aprilia | 22 | Rit | 27 | 21 | 27 | Rit | Rit | NE | 17 | 17 | Rit | 28 | Rit | 28 | NP | 18 | Rit |  |  | 0     |      |

| 2006 | Classe | Moto    |    |    |    |    |    |     |    |     |    |     |    |     |    |    |    |    |     |  |  | Punti | Pos. |
| ---- | ------ | ------- | -- | -- | -- | -- | -- | --- | -- | --- | -- | --- | -- | --- | -- | -- | -- | -- | --- |  |  | ----- | ---- |
| 2006 | 125    | Aprilia | 23 | 24 | 22 | 26 | 25 | Rit | 21 | Rit | 28 | Rit | NE | Rit | 18 | 17 | 13 | 11 | Rit |  |  | 8     | 24º  |

| 2007 | Classe | Moto    |     |    |    |     |     |    |    |    |    |     |    |    |    |    |     |    |    |     |  | Punti | Pos. |
| ---- | ------ | ------- | --- | -- | -- | --- | --- | -- | -- | -- | -- | --- | -- | -- | -- | -- | --- | -- | -- | --- |  | ----- | ---- |
| 2007 | 250    | Aprilia | Rit | 15 | 12 | Rit | Rit | 16 | 14 | 10 | 15 | Rit | NE | 14 | 14 | 10 | Rit | 13 | 12 | Rit |  | 31    | 16º  |

| 2008 | Classe | Moto    |   |    |    |     |     |   |     |    |    |     |    |     |    |    |     |    |    |    |  | Punti | Pos. |
| ---- | ------ | ------- | - | -- | -- | --- | --- | - | --- | -- | -- | --- | -- | --- | -- | -- | --- | -- | -- | -- |  | ----- | ---- |
| 2008 | 250    | Aprilia | 7 | 13 | 16 | Rit | Rit | 7 | Rit | 12 | NP | Rit | NE | Rit | 10 | AN | Inf | 11 | 12 | 17 |  | 40    | 16º  |

| 2009 | Classe | Moto    |     |   |     |    |    |   |   |    |     |    |     |    |    |    |   |    |   |  |  | Punti | Pos. |
| ---- | ------ | ------- | --- | - | --- | -- | -- | - | - | -- | --- | -- | --- | -- | -- | -- | - | -- | - |  |  | ----- | ---- |
| 2009 | 250    | Aprilia | Rit | 9 | Rit | 12 | 13 | 8 | 7 | NE | Rit | 14 | Rit | 10 | 11 | 10 | 6 | 12 | 6 |  |  | 74    | 14º  |

| 2010 | Classe | Moto      |    |    |     |    |     |   |   |   |    |    |    |    |    |   |   |    |    |   |  | Punti | Pos. |
| ---- | ------ | --------- | -- | -- | --- | -- | --- | - | - | - | -- | -- | -- | -- | -- | - | - | -- | -- | - |  | ----- | ---- |
| 2010 | Moto2  | RSV e FTR | 14 | 28 | Rit | 17 | Rit | 9 | 4 | 5 | NE | NP | NP | NP | 18 | 3 | 6 | 10 | 10 | 1 |  | 96    | 10º  |

| 2011 | Classe | Moto   |    |   |     |    |    |   |     |    |    |    |     |     |    |     |    |    |    |   |  | Punti | Pos. |
| ---- | ------ | ------ | -- | - | --- | -- | -- | - | --- | -- | -- | -- | --- | --- | -- | --- | -- | -- | -- | - |  | ----- | ---- |
| 2011 | MotoGP | Ducati | 13 | 7 | Rit | 10 | 10 | 7 | Rit | 12 | 12 | 11 | Rit | Rit | 12 | Rit | NP | 10 | AN | 8 |  | 64    | 14º  |

| 2012 | Classe | Moto   |     |    |     |     |    |    |    |     |     |    |   |   |     |   |    |    |   |   |  | Punti | Pos. |
| ---- | ------ | ------ | --- | -- | --- | --- | -- | -- | -- | --- | --- | -- | - | - | --- | - | -- | -- | - | - |  | ----- | ---- |
| 2012 | MotoGP | Ducati | Rit | 17 | Rit | Rit | 12 | NQ | NP | Inf | Inf | 10 | 8 | 9 | Rit | 9 | 11 | 10 | 9 | 7 |  | 59    | 14º  |

| 2013 | Classe | Moto |     |    |    |    |    |     |    |    |    |    |    |     |     |  |  |  |  |  |  | Punti | Pos. |
| ---- | ------ | ---- | --- | -- | -- | -- | -- | --- | -- | -- | -- | -- | -- | --- | --- |  |  |  |  |  |  | ----- | ---- |
| 2013 | MotoGP | ART  | Rit | NP | NP | 15 | 15 | Rit | 15 | 18 | 14 | NP | 19 | Inf | Rit |  |  |  |  |  |  | 5     | 24º  |

| 2014 | Classe | Moto  |    |    |    |     |    |    |     |    |    |    |    |    |    |     |     |     |     |    |  | Punti | Pos. |
| ---- | ------ | ----- | -- | -- | -- | --- | -- | -- | --- | -- | -- | -- | -- | -- | -- | --- | --- | --- | --- | -- |  | ----- | ---- |
| 2014 | MotoGP | Honda | 13 | 14 | 13 | Rit | 15 | 12 | Rit | 14 | 13 | 11 | 14 | 13 | 11 | Rit | Rit | Rit | Rit | 17 |  | 33    | 17º  |

| 2015 | Classe | Moto  |     |     |    |     |     |    |    |     |     |     |    |    |    |     |  |  |  |  |  | Punti | Pos. |
| ---- | ------ | ----- | --- | --- | -- | --- | --- | -- | -- | --- | --- | --- | -- | -- | -- | --- |  |  |  |  |  | ----- | ---- |
| 2015 | MotoGP | Honda | Rit | Rit | 21 | Rit | Rit | 17 | NP | Inf | Inf | Inf | 21 | 19 | 21 | Rit |  |  |  |  |  | 0     |      |

| 2017 | Classe | Moto   |    |    |     |    |     |    |    |   |    |    |    |    |    |     |     |    |     |    |  | Punti | Pos. |
| ---- | ------ | ------ | -- | -- | --- | -- | --- | -- | -- | - | -- | -- | -- | -- | -- | --- | --- | -- | --- | -- |  | ----- | ---- |
| 2017 | MotoGP | Ducati | 14 | 10 | Rit | 15 | Rit | 16 | 14 | 7 | 17 | 13 | 14 | 13 | 17 | Rit | Rit | 14 | Rit | 14 |  | 32    | 20º  |

| 2018 | Classe | Moto   |    |    |     |    |    |     |    |     |    |    |    |    |    |    |    |     |    |     |    | Punti | Pos. |
| ---- | ------ | ------ | -- | -- | --- | -- | -- | --- | -- | --- | -- | -- | -- | -- | -- | -- | -- | --- | -- | --- | -- | ----- | ---- |
| 2018 | MotoGP | Ducati | 15 | 20 | Rit | 18 | 17 | Rit | 13 | Rit | 18 | 18 | 21 | AN | 20 | 15 | 17 | Rit | 11 | Rit | 14 | 12    | 23º  |

| 2019 | Classe | Moto   |    |     |    |    |    |    |     |    |    |    |    |    |    |    |    |    |    |    |    | Punti | Pos. |
| ---- | ------ | ------ | -- | --- | -- | -- | -- | -- | --- | -- | -- | -- | -- | -- | -- | -- | -- | -- | -- | -- | -- | ----- | ---- |
| 2019 | MotoGP | Ducati | 18 | Rit | 16 | 16 | SQ | 14 | Rit | 17 | 15 | 19 | 15 | 15 | 17 | 18 | 19 | 18 | 14 | 17 | 14 | 9     | 24º  |

| Legenda | 1º posto        | 2º posto            | 3º posto            | A punti      | Senza punti        | Grassetto – Pole position Corsivo – Giro più veloce |
| Legenda | Gara non valida | Non qual./Non part. | Ritirato/Non class. | Squalificato | '-' Dato non disp. | Grassetto – Pole position Corsivo – Giro più veloce |

### Campionato mondiale Superbike
| 2016 | Moto |    |    |     |    |    |    |     |    |    |     |    |     |   |     |     |    |    |    |     |    |    |    |  |  |     |     |  |  | Punti | Pos. |
| ---- | ---- | -- | -- | --- | -- | -- | -- | --- | -- | -- | --- | -- | --- | - | --- | --- | -- | -- | -- | --- | -- | -- | -- |  |  | --- | --- |  |  | ----- | ---- |
| 2016 | BMW  | 13 | 11 | Rit | 15 | 15 | 14 | Rit | 14 | 16 | Rit | 12 | Rit | 9 | Rit | Rit | 15 | 14 | 12 | Rit | 15 | 16 | 16 |  |  | Rit | Rit |  |  | 33    | 18º  |

| Legenda | 1º posto        | 2º posto            | 3º posto           | A punti      | Senza punti        | Grassetto – Pole position Corsivo – Giro più veloce |
| Legenda | Gara non valida | Non qual./Non part. | Ritirato/Non class | Squalificato | '-' Dato non disp. | Grassetto – Pole position Corsivo – Giro più veloce |